# 艾弗森 (明尼蘇達州)
艾弗森（英語：Iverson）是位於美國明尼蘇達州卡爾頓縣特溫萊克斯鎮區的一個非建制地區。

## 歷史
艾弗森於1909年設立郵局，該郵局於1927年停運。此地得名於當地的早期定居者奧爾·艾弗森（Ole Iverson）。

## 地理
艾弗森所處的海拔為高於海平面375米（即1230英呎），而該地所採用的時區為UTC-6，即北美中部時區（CST）。同時該地設有夏令時間，為UTC-6調快一小時，即UTC-5（CDT）。